# Juan Carlos Imhof
Juan Carlos Imhof Arana (Montevideo, Uruguay, 31 de octubre de 1907 - Montevideo, Uruguay, 8 de abril de 1979) fue un magistrado uruguayo, quien se desempeñó como Procurador del Estado en lo Contencioso Administrativo entre 1952 y 1962, siendo la primera persona en haber ocupado dicho cargo.

## Primeros años
Nació en Montevideo el 31 de octubre de 1907, hijo de Carlos Imhof y de María Pura Arana.
Cursó estudios en la Facultad de Derecho de la Universidad de la República, donde obtuvo el título de abogado.

## Juez de Paz en el interior
En setiembre de 1935 inició su carrera judicial al ser nombrado Juez de Paz de la tercera sección judicial de Soriano, con sede en la ciudad de Dolores.
En mayo de 1936 fue trasladado al Juzgado de Paz de la primera sección judicial de Lavalleja, con sede en la ciudad de Minas.

## Juez Letrado en el interior
En diciembre de 1936 fue ascendido al cargo de Juez Letrado de Artigas.
En diciembre de 1937 fue trasladado al Juzgado Letrado de Salto de Primer Turno.
En junio de 1938 pasó a desempeñarse en el Juzgado Letrado de Paysandú de Primer Turno,en tanto que en junio de 1941 retornó al departamento de Salto, esta vez como Juez Letrado de Segundo Turno.

## Fiscal Letrado en la capital
En diciembre de 1943 dejó el Poder Judicial e ingresó al Ministerio Público al ser designado Fiscal de lo Civil de Tercer Turno en Montevideo,cargo que ocupó durante más de ocho años, hasta 1952.

## Procurador del Estado en lo Contencioso Administrativo
La Constitución de 1952, al crear el Tribunal de lo Contencioso Administrativo, previó en sus artículos 314 y315 la existencia de un Procurador del Estado en lo Contencioso Administrativo, nombrado por el Consejo Nacional de Gobierno y que sería necesariamente oído en último término en todos los asuntos de la jurisdicción de dicho tribunal, siendo independiente en el ejercicio de sus funciones y pudiendo dictaminar según lo creyera arreglado a derecho.
El 1° de marzo de 1952, apenas instalado el primer Consejo Nacional de Gobierno, nombró en su primera sesión a Imhof como primer Procurador del Estado en lo Contencioso Administrativo.
La Constitución preveía que, entre otros aspectos, la duración en el cargo de Procurador del Estado sería la determinada para los miembros del Tribunal de lo Contencioso Administrativo, que a su vez se remite a lo previsto para los integrantes de la Suprema Corte de Justicia, cuya duración máxima era de diez años según lo establecía el artículo 237 de dicha Carta.
Imhof se desempeñó como Procurador hasta marzo de 1962, cuando cesó al cumplir dicho plazo de diez años en el puesto. Fue sucedido en el mismo por Atilio Renzi Segura.

## Vida personal. Fallecimiento
Contrajo matrimonio en 1937 con María Daufin Lindner,con quien tuvo dos hijos, Guillermo Augusto y Pedro Marcelo Imhof Daufin.
Juan Carlos Imhof falleció en Montevideo el 8 de abril de 1979, a los 71 años de edad.